# Brasiliatapaculo
De brasiliatapaculo (Scytalopus novacapitalis) is een zangvogel uit de familie Rhinocryptidae (tapaculo's). Het is een bedreigde, endemisch vogelsoort in Brazilië.

## Vondst en naamgeving
De vogel is in 1957 ontdekt en in 1958 als een nieuw soort beschreven door de Braziliaanse ornitholoog Helmut Sick. Hij noemde de vogel Scytalopus novacapitalis naar de toen nieuwe Braziliaanse hoofdstad Brasília.

## Kenmerken
De brasíliatapaculo is circa 11 centimeter groot en weegt ongeveer 19 gram. Het is een kleine grijze vogel met geeloranje poten. De vogel heeft een donkergrijze bovenzijde en een lichtgrijze onderzijde. Verder wordt deze vogel gekenmerkt door een korte staart die verticaal omhoog gehouden wordt.

## Verspreiding en leefgebied
Deze vogel is endemisch in Brazilië en komt uitsluitend voor in het Federaal District en de staten Goiás en Minas Gerais. De natuurlijke leefgebieden zijn subtropische of tropische vochtige laaglandbossen op een hoogte tussen de 800 en 1000 meter boven zeeniveau in het bioom Cerrado.

## Status
De grootte van de populatie is niet gekwantificeerd, maar de soort wordt omschreven als zeldzaam. Het verspreidingsgebied is erg klein en door habitatverlies zijn trends in populatie-aantallen dalend. Om deze redenen staat de brasiliatapaculo als bedreigd op de Rode Lijst van de IUCN.